# Pestike
Pestike so naselje v Občini Zavrč.